# Manuel Amado
Pour les articles homonymes, voir Amado.
 (novembre 2017).
Manuel Amado, né le 20 décembre 1974, est un footballeur international santoméen. Il évolue au poste de défenseur.

## Biographie

### En équipe nationale
Manuel Amado reçoit sa première sélection avec l'équipe de Sao Tomé-et-Principe le 13 juin 2015, contre le Cap-Vert, dans le cadre des qualifications à la Coupe d'Afrique des nations de football 2017 (défaite 1-7). Son second match, cette fois-ci dans les éliminatoires de la zone Afrique de la coupe du monde de 2018 se déroule le 8 octobre de la même année (victoire 1-0).